# ジャーマン・スパニエル

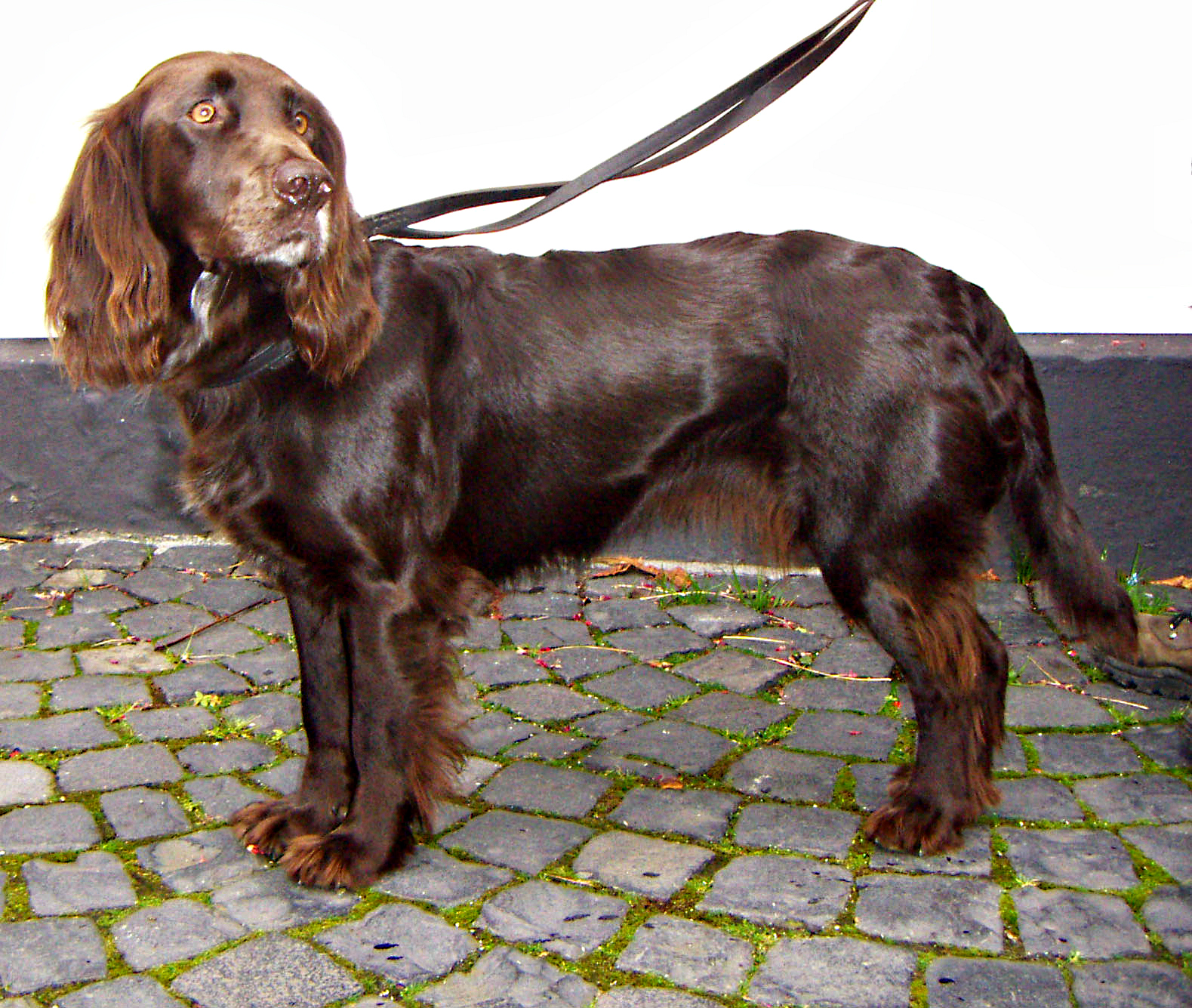
ジャーマン・スパニエル

ジャーマン・スパニエル（英：German Spaniel）は、ドイツ原産のスパニエル犬種の一種である。
ドイツ語名はドイチャー・ヴァハテルフント（英：Deutscher Wachtelhund）。「ドイチャー」はドイツ、「ヴァハテル」はウズラ、「フント」は犬のことをあらわしている。他の別名はジャーマン・クウェイル・ドッグ（英：German Quail Dog）などがある。

## 歴史
19世紀後半に優秀な鳥猟犬種の作出が求められていた際、シュトーバー（英：Stober、スウェーデンのセントハウンド種のグループであるシュトーバレではない）という犬種を捜索してベースに使い、1880年代に作出が開始された。多くのスパニエル犬種の血が導入され、1903年に完成した。
主にウズラやノウサギを茂みから追い出すのに使われていた。主人とペアになって猟を行い、獲物を嗅覚で捜索する。発見すると主人の指示に従って獲物を茂みからフラッシング（追い出し）して飛び立たせ、それを主人が猟銃で仕留める。撃ち落された獲物は本種が回収して主人のもとへ持ってくる。
又、カナダへ輸出された際にはアメリカクロクマをセントハント（嗅覚猟）するのに使われた。パックでクマのにおいを追跡し、発見すると勇敢に立ち向かい、噛み留めを行う。動けなくなったクマはやはり主人の猟銃によって仕留められる。
要望あって作出された犬種であったため初めは人気がありたくさん飼育されていたが、2度の世界大戦により頭数が激減し、希少化してしまった。1903年にFCI公認犬種となり（犬種グループは第8グループ）、世界的にその名が知られたが、大半は現在もドイツ国内で飼育されている。輸出されたものはわずかだが、アメリカやカナダなどでも飼育が行われている。現在は実猟犬としてよりもペットとして飼育されることのほうが多い。
日本では本種はなじみの薄い犬種だが、実はダックスフントのロングコート種を作出するにあたり、スムースヘアード・スタンダード・ダックスフントとの交配してコートを取り入れるために使われている。これ故にジャーマン・スパニエルは知らない間に日本の人ともつながりを持っていることになる。ただし、日本国内ではジャーマン・スパニエルそのものは飼育されていない。

## 特徴など
筋肉質のがっしりとした体つきをしている。脚は短めで太く、早く走るよりもどちらかというと足場の悪い場所での持久走に向いている。頭部は大きめでマズルは太く、耳は垂れ耳、尾は垂れ尾。耳や尾、臀部には飾り毛がある。コートはウエーブがかった厚めで柔らかなロングコートで、毛色はブラウン・アンド・クリアーなど。体高45-54cm、体重は平均20kgの中型犬で、性格は忠実で愛情深く繊細だが、若干内向的で神経質な一面もある。しつけの飲み込みや状況判断力、運動量はごく普通である。かかりやすい病気は運動のし過ぎなどによる関節疾患や、湿気で地肌が蒸れて起こる皮膚炎・皮膚病などがある。